# Himachalia
Himachalia is een geslacht van vlinders van de familie Uilen (Noctuidae), uit de onderfamilie Cuculliinae.

## Soorten
- H. formosana Hreblay & Ronkay, 1998
- H. indiana Guenée, 1852
- H. sinensis Hampson, 1909
- H. violacea Butler, 1889